# Volkan Babacan
Pour les articles homonymes, voir Babacan.
Volkan Babacan, né le 11 août 1988 à Antalya, est un footballeur international turc, gardien de but du club d'İstanbul Başakşehir.

## Biographie

### Carrière en club
Il a été prêté à Istanbulspor par Fenerbahçe SK. Il joua 12 matchs à İstanbulspor. Il encaissa 21 buts. Il reprit place dans l'équipe de Fenerbahçe SK pour la saison 2007-2008 en tant que troisième gardien.

### Carrière internationale
Il a joué cinq matchs olympiques en équipe nationale. 27 matchs en -16 ans, 30 matchs en -17 ans, 9 matchs en -18 ans, 6 matchs en -19 ans et 7 matchs en -21 ans et en tout 84 matchs en équipe nationale, tous âges confondus. 

### Palmarès
- Coupe de Turquie 
  - Finaliste : 2017